# 國王陛下土地註冊處
國王陛下土地註冊處（英語：His Majesty's Land Registry）是英國政府的一個非內閣部門，成立於1862年，負責登記英格蘭和威爾斯的土地和財產所有權。它向房屋、社區及地方政府部報告。
現任土地註冊處處長兼行政總監是西蒙·海斯（Simon Hayes）。